# Tratado de Svalbard

Mapa del archipiélago

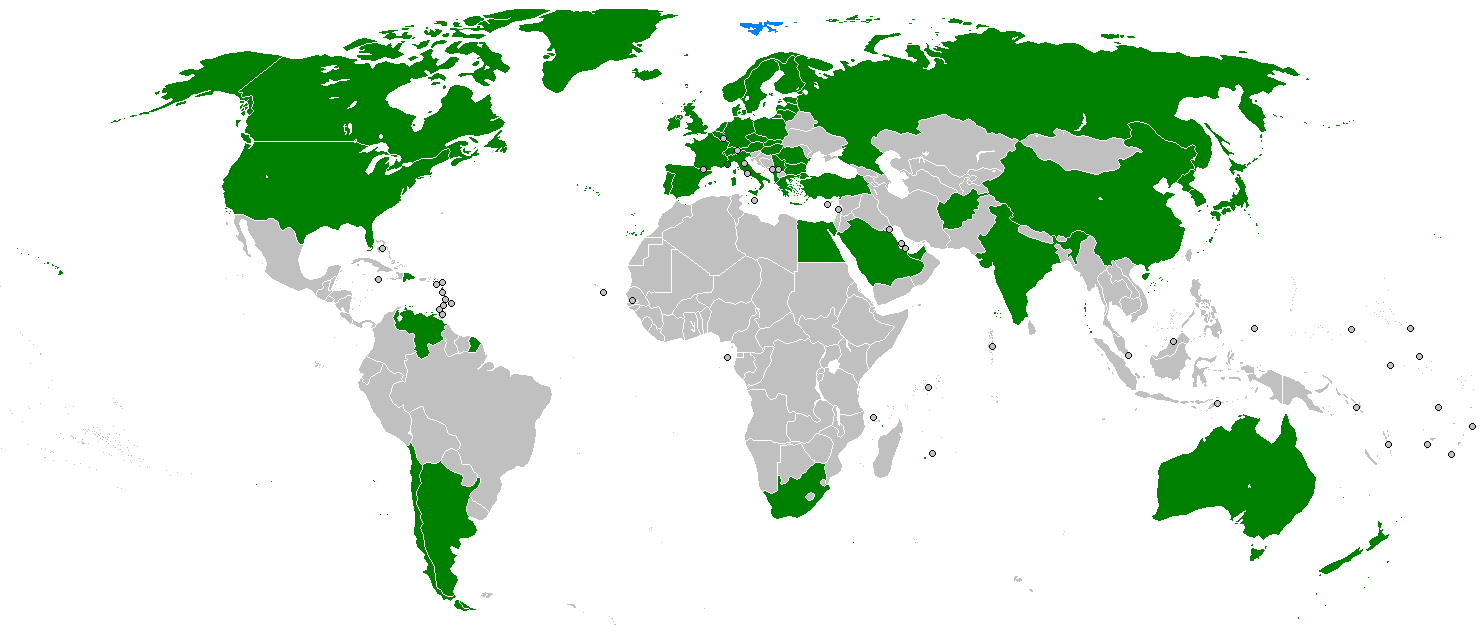
Países signatarios del Tratado de Svalbard

El Tratado de Svalbard, firmado en París el 9 de febrero de 1920, es un tratado multilateral que reconoce la soberanía de Noruega sobre el archipiélago de Svalbard y sus aguas territoriales, pero garantiza que las empresas nacionales de todos los Estados contratantes se benefician de igualdad de derechos en el acceso a los recursos naturales de la región (en especial a la minería del carbón). El Tratado permite a Noruega regular la explotación y tomar las medidas de protección ambiental necesarias, pero impide cualquier discriminación positiva a favor de sus empresas nacionales o de empresas noruegas. El tratado prohíbe la construcción de cualquier tipo de fortificación militar o base militar, así como el uso de las islas con propósitos bélicos. 

## Signatarios
A continuación los 39 países que son los signatarios del tratado de Svalbard y su fecha de firma del mismo: 
- Reino de Afganistán (23 de noviembre de 1935)
- Reino de Albania (29 de abril de 1930)
- Alemania  (16 de noviembre de 1925)
- Arabia Saudita (14 de agosto de 1925)
- Argentina (6 de mayo de 1927)
- Australia (29 de diciembre de 1923)
- Austria (12 de marzo de 1930)
- Bélgica (27 de mayo de 1925)
- Reino de Bulgaria (20 de octubre de 1925)
- Canadá (29 de diciembre de 1923)
- Chile (17 de diciembre de 1928)
- República de China (1 de julio de 1925)
- Dinamarca (24 de enero de 1924)
- República Dominicana (3 de enero de 1927)
- Reino de Egipto (13 de septiembre de 1925)
- España (12 de octubre de 1925)
- Estados Unidos (2 de abril de 1924)
- Estonia (7 de abril de 1930)
- Finlandia (12 de agosto de 1925)
- Francia (6 de septiembre de 1924)
- Reino de Grecia (21 de octubre de 1925)
- India Británica (29 de diciembre de 1923)
- Reino de Hungría (29 de octubre de 1927)
- Islandia (31 de mayo de 1994)
- Reino de Italia (6 de agosto de 1924)
- Imperio del Japón (2 de abril de 1925)
- Mónaco (22 de junio de 1925)
- Nueva Zelanda (29 de diciembre de 1923)
- Noruega (8 de octubre de 1924)
- Países Bajos (3 de septiembre de 1920)
- Polonia (2 de septiembre de 1931)
- Portugal (24 de octubre de 1927)
- Reino de Rumanía (10 de julio de 1925)
- Reino Unido (29 de diciembre de 1923.
- Suiza (30 de junio de 1925)
- Suecia (15 de septiembre de 1924)
- Unión de Repúblicas Socialistas Soviéticas (7 de mayo de 1935)
- Unión Sudafricana (29 de diciembre de 1923)
- Venezuela (8 de febrero de 1928)
- Corea del Sur (25 de enero de 2016).[2]